# Ponca
 "Ponca" er også navnet på en nordamerikansk indianerstamme.
Ponca er en amerikansk by og administrativt centrum i det amerikanske county Dixon County, i staten Nebraska. I 2000 havde byen et indbyggertal på 1.062.
Byen er opkaldt efter ponca-stammen i Nebraska.:250 
42°33′50″N 96°42′38″V / 42.56389°N 96.71056°V